# Warme Adresse
Als Warme Adressen werden Adressen von Personen (Kunden) eines Unternehmens oder einer anderen Organisation bezeichnet, die bereits Kontakt zum Unternehmen hatten, im Gegensatz zu den für ein Unternehmen (noch) „kalten Adressen“ von Personen, die bei diesem Unternehmen noch nie etwas angefragt oder gekauft haben.
Bei Mailings, die an „warme Adressen“ versandt werden, ist die zu erwartende Resonanz um ein Vielfaches höher als bei „kalten Adressen“, unter denen sich nur zufällig potentielle Kunden befinden. „Warme Adressen“ sind daher naturgemäß für das jeweilige Unternehmen wertvoller. Sinngemäß gilt dieser Zusammenhang auch bei der Spendenwerbung durch Non-Profit-Organisationen.
Beim Adresshandel ist wesentlich, ob es sich branchenbezogen um warme oder kalte Adressen handelt und wie diese Behauptung verifizierbar ist.